# کریووی بوزان
کریووی بوزان (به لاتین: Krivoy Buzan) یک منطقهٔ مسکونی در روسیه است که در استان آستراخان واقع شده‌است.